# Amtsgericht Johannisburg
Das Amtsgericht Johannisburg war ein preußisches Amtsgericht mit Sitz in Johannisburg, Ostpreußen.

## Geschichte
In Johannisburg bestand bis 1849 das Land- und Stadtgericht Johannisburg und danach das Kreisgericht Johannisburg. Im Rahmen der Reichsjustizgesetze wurden die bestehenden Gerichte aufgehoben und einheitlich Amtsgerichte gebildet. Das königlich preußische Amtsgericht Johannisburg wurde mit Wirkung zum 1. Oktober 1879 als eines von zehn Amtsgerichten im Bezirk des Landgerichtes Lyck im Bezirk des Oberlandesgerichtes Königsberg gebildet. Der Sitz des Gerichtes war Johannisburg. Sein Gerichtsbezirk umfasste den Kreis Johannisburg außer den Teilen, die den Amtsgerichten Arys und Bialla zugeordnet waren. Am Gericht bestanden 1880 drei Richterstellen. Das Amtsgericht war damit ein mittelgroßes Amtsgericht im Landgerichtsbezirk. Gerichtstage wurden in Turoscheln gehalten.
Im Jahre 1945 wurden der Amtsgerichtsbezirk unter polnische Verwaltung gestellt und die deutschen Einwohner vertrieben. Damit endete auch die Geschichte des Amtsgerichtes Johannisburg. Unter polnischer Verwaltung entstand das Sąd Rejonowy w Piszu (1950–1975: Sąd Powiatowy w Piszu).